# Yārbolāghī
Yārbolāghī (persiska: یاربلاغی) är en ort i Iran.   Den ligger i provinsen Östazarbaijan, i den nordvästra delen av landet, 400 km väster om huvudstaden Teheran. Yārbolāghī ligger 1 446 meter över havet och antalet invånare är 154.
Terrängen runt Yārbolāghī är kuperad åt nordväst, men åt sydost är den platt. Yārbolāghī ligger nere i en dal. Runt Yārbolāghī är det ganska glesbefolkat, med 35 invånare per kvadratkilometer. Närmaste större samhälle är Īljāq, 16,6 km sydost om Yārbolāghī. Trakten runt Yārbolāghī består i huvudsak av gräsmarker.